# Peter Flisch
Peter Flisch (* 7. Dezember 1886 in Thalkirch (Gemeinde Safiental); † 13. September 1977 in Walzenhausen; heimatberechtigt in Tschappina) war ein Schweizer Lehrer, Regierungsrat und Nationalrat aus dem Kanton Appenzell Ausserrhoden.

## Leben
Peter Flisch war ein Sohn von Johann Peter Flisch, Zimmermann, und Maria Barbara Gander. Im Jahr 1908 heiratete er Anna Barbara Obrecht, Tochter von Alexander Buchli und der Witwe von Leonhard Obrecht. Trotz fehlender Sekundarschule in Thalkirch gelang Flisch der Eintritt ins Lehrerseminar Chur. Er arbeitete als Primarlehrer in Flerden und von 1908 bis 1932 in Walzenhausen. 
Er war ein führender Politiker der Arbeiterbewegung in Ausserrhoden. Im Jahr 1917 gründete er die Ortssektion Walzenhausen der Sozialdemokratischen Partei sowie 1919 das kantonale Gewerkschaftskartell. 1932 trat Flisch das politische Erbe von Howard Eugster an. Er stand von 1932 bis 1952 als Regierungsrat der Gemeinde- und Sanitätsdirektion vor. Von 1932 bis 1955 gehörte er dem Nationalrat an. Neben sozialen und militärische Anliegen setzte sich Flisch im eidgenössischen Parlament vor allem für die Bergbauern und die Anerkennung der rätoromischen Sprache ein. Er präsidierte die Kommission zur Sanierung der Bergbäche in Graubünden. Er war Mitglied der eidgenössischen Militärkommission. Nach dem Beitritt der kantonalen Sozialdemokratischen Partei zur Schweizerischen Partei der Arbeit im Jahr 1944 baute Flisch eine neue Sozialpolitische Partei Appenzell Ausserrhoden auf.